# Tlapalizquixochtzin
Tlapalizquixochtzin fue una noble azteca y reina regente de la ciudad azteca de Ecatepec. También fue consorte de Moctezuma II.

## Familia

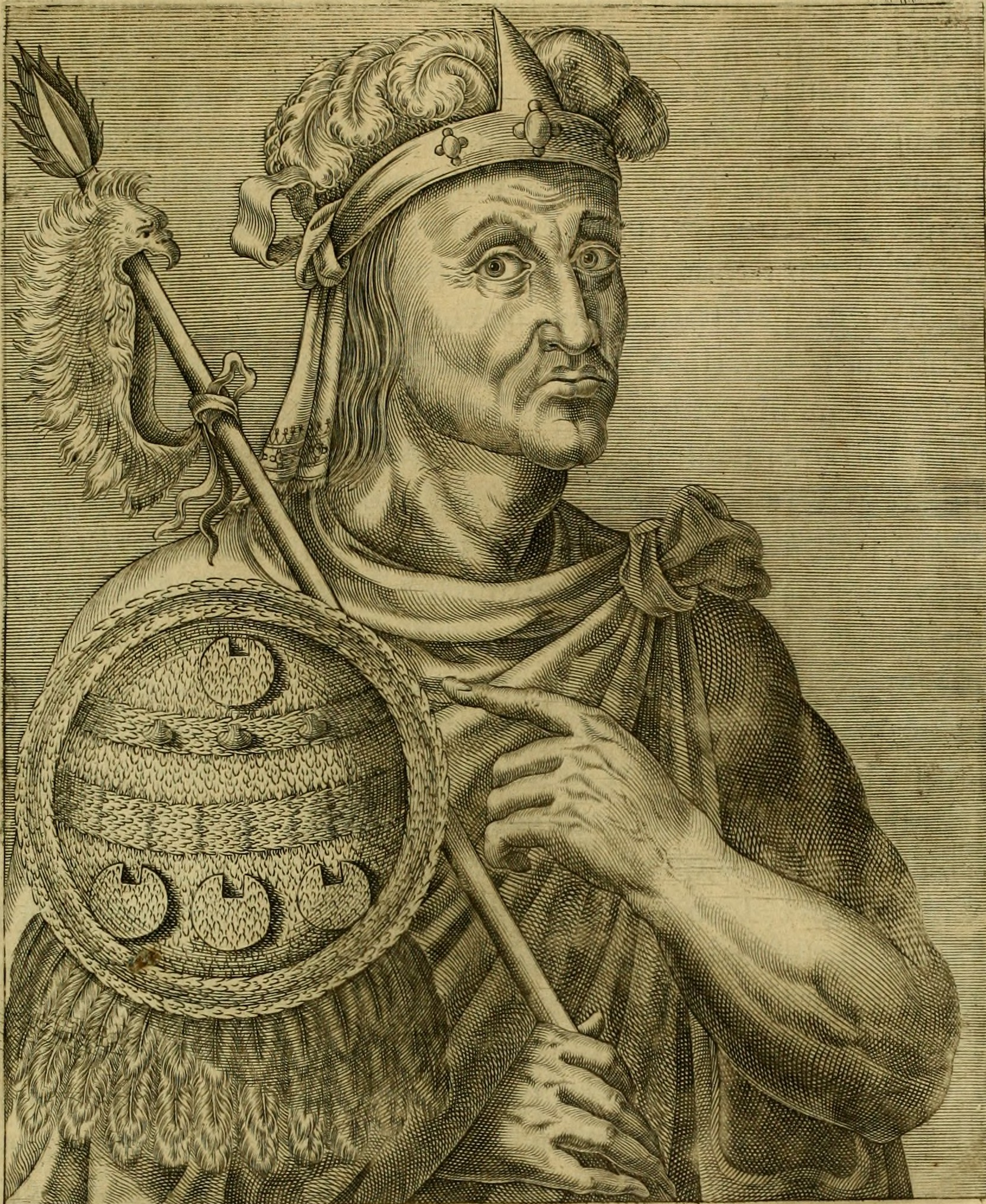
Moctezuma II, esposo de Tlapalizquixochtzin

Nació como princesa, hija de Matlaccoatzin y, por tanto, nieta del rey Chimalpilli I y hermana de la princesa Tlacuilolxochtzin.
Tlapalizquixochtzin se casó con el emperador azteca Moctezuma II (c. 1466 - junio de 1520). Su hija fue Doña Francisca de Moctezuma.
Su sobrino fue el rey Diego de Alvarado Huanitzin.